# S.H.I.T. – Die Highschool GmbH
S.H.I.T. – Die Highschool GmbH ist ein Film von Universal Pictures aus dem Jahre 2006 mit Justin Long in der Hauptrolle.

## Handlung
Der High-School-Absolvent Bartleby Gaines wird von allen Colleges, bei denen er sich bewirbt, abgelehnt. Seinen Freunden Hands, Rory und Glen ergeht es nicht besser. Um ihre Eltern glücklich zu machen und im Freundeskreis nicht als Versager dazustehen, haben sie und ihr Freund Sherman, der auf der Harmon University angenommen wurde, die Idee, ein fiktives College zu gründen. So fingieren sie Aufnahmeschreiben und erstellen eine Internetseite. Damit ihre Eltern nicht merken, dass ihr College, das South Harmon Institute of Technology (S.H.I.T.) nicht existiert, pachten sie eine alte Psychiatrie. Als sich Hunderte weitere Studenten, die ebenfalls von anderen Colleges nur Absagen erhalten haben, über die etwas zu funktional geratene Webseite anmelden und auch gleich Studiengebühren bezahlen, nehmen die Freunde gezwungenermaßen den Collegebetrieb auf. Dieser ist jedoch sehr eigenwilliger Art und von Freiwilligkeit bestimmt. Dummerweise blockiert ihr Gebäude die Expansionspläne eines benachbarten „echten“ College, dessen Rektor alles daransetzt, ihren unkonventionellen Bildungsbetrieb stillzulegen. Doch nach einer Anhörung gewährt der Hochschulrat dem College schließlich eine einjährige Probezeit.

## Kritik
„Was als subversive Antwort auf das restriktive Bildungssystem der USA gedacht sein mag, erweist sich als unglaubwürdige anarchische Komödie, die die Irrungen und Wirrungen mit allzu viel Problemen überlädt.“

„Steve Pink – bislang als Drehbuchautor von Werken wie ‚High Fidelity‘ und ‚Grosse Pointe Blank‘ in Erscheinung getreten – schlägt in seinem Regiedebüt zwar durchaus kritische Töne an, verfällt aber nach einem durchaus witzigen und recht subversivem Anfang den üblichen Teenie-Film-Klischees. Was also eine treffende und spaßige Kritik am US-amerikanischen Bildungssystem hätte werden können, entpuppt sich als bald fader Teenie-Spaß.“

„Wider Erwarten überzeugt ‚S.H.I.T.‘ als Komödie für Jugendliche und Jung gebliebene. Endlich geht der ständige Kampf zwischen den Losern und den Aalglatten, den Reichen und Schönen in die zweite Runde und diesmal liegen die Außenseiter vorn. Zwar bedient der Film die üblichen Klischees, entpuppt sich aber ganz und gar nicht als die Katastrophe, die der Titel in die Welt hinaus zu posaunen scheint.“

## Hintergrund
S.H.I.T. wurde unter anderem an der Chapman University und der Walter Reed Middle School in Kalifornien gedreht. Die Produktionskosten betrugen etwa 23 Millionen US-Dollar. Ein Großteil der Szenen wurde von den Darstellern improvisiert. Aufgrund des Namens der fiktiven Schule ist das Wort shit im Film 62-mal zu hören. S.H.I.T. feierte seine Premiere am 18. August 2006 und spielte in den Vereinigten Staaten rund 36 Millionen US-Dollar ein.
Der Soundtrack des Films besteht unter anderem aus Songs von The Hives, Pixies, Green Day, Weezer, Ramones, The Cure, Ryan Adams, Ape Fight und The Chemical Brothers.

## Auszeichnungen
Teen Choice Awards 2007
- Nominierung in der Kategorie Breakout Male für Justin Long
- Nominierung in der Kategorie Scream für Jonah Hill

Young Artist Awards 2007
- Nominierung in der Kategorie Beste Nebendarstellerin für Hannah Marks